# Olizy-sur-Chiers
Olizy-sur-Chiers är en kommun i departementet Meuse i regionen Grand Est (tidigare regionen Lorraine) i nordöstra Frankrike. Kommunen ligger i kantonen Stenay som tillhör arrondissementet Verdun. År 2022 hade Olizy-sur-Chiers 196 invånare.

## Befolkningsutveckling
Antalet invånare i kommunen Olizy-sur-Chiers
| Referens: INSEE |